# Ruine Caplutta Sogn Benedetg

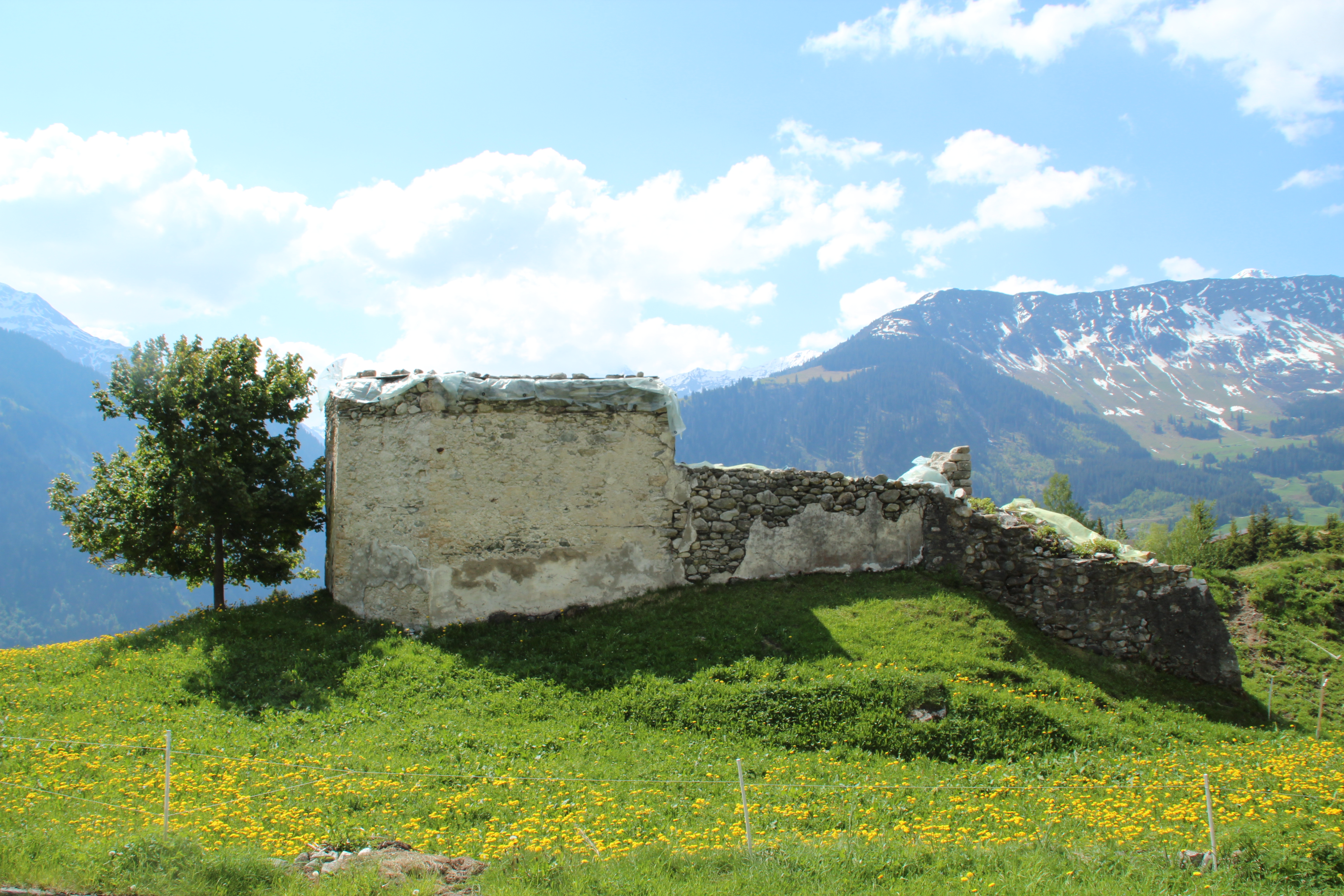
Ansicht der Ruine von Norden; rechts der Lawinenbrecher

Die Ruine der alten Caplutta Sogn Benedetg (Kapelle des Heiligen Benedikt) steht oberhalb des Dorfes Sumvitg am Ostrand des Val Mulinaun in der Surselva im Schweizer Kanton Graubünden.

## Geschichte

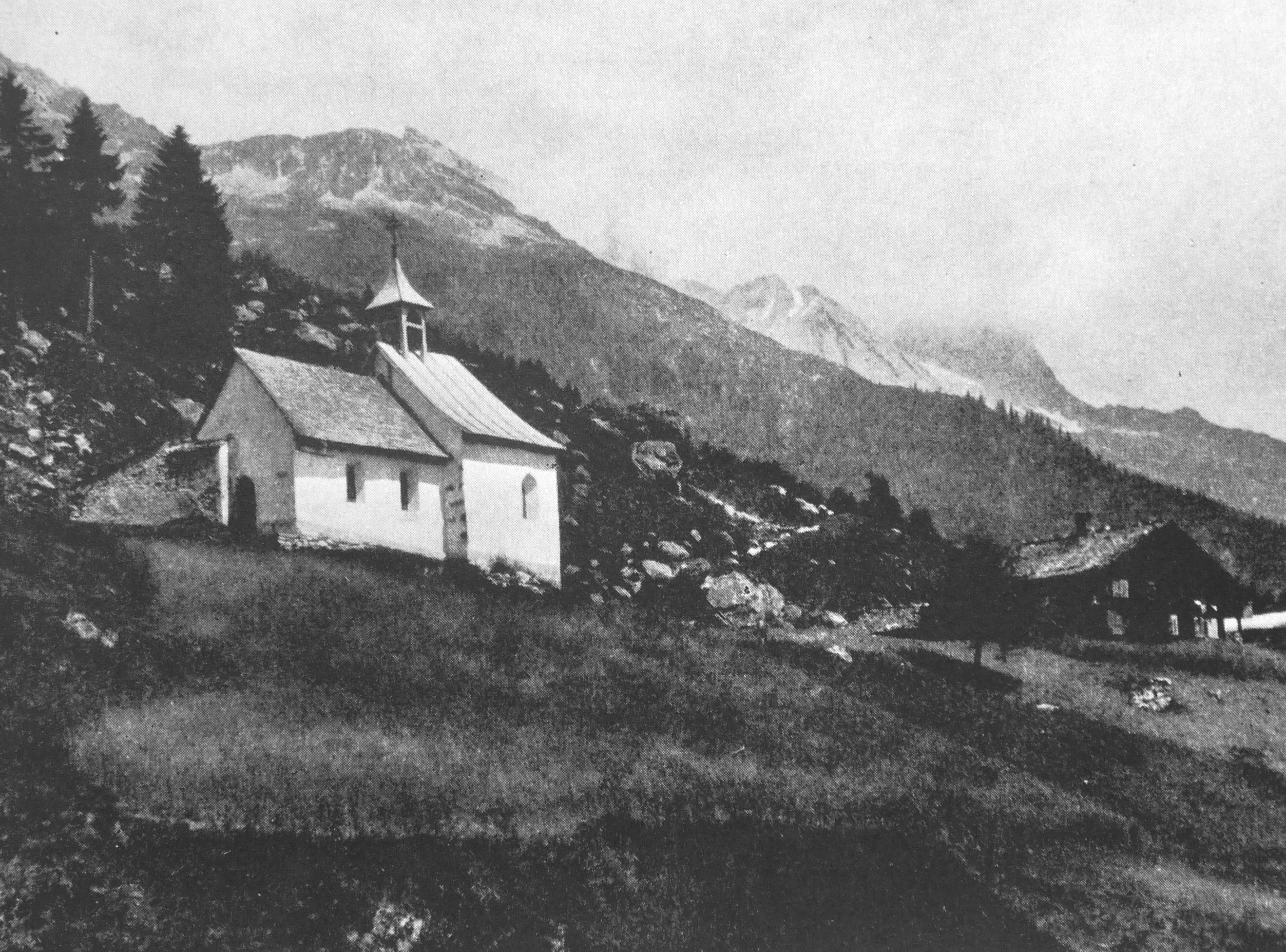
Alte Kapelle um 1920

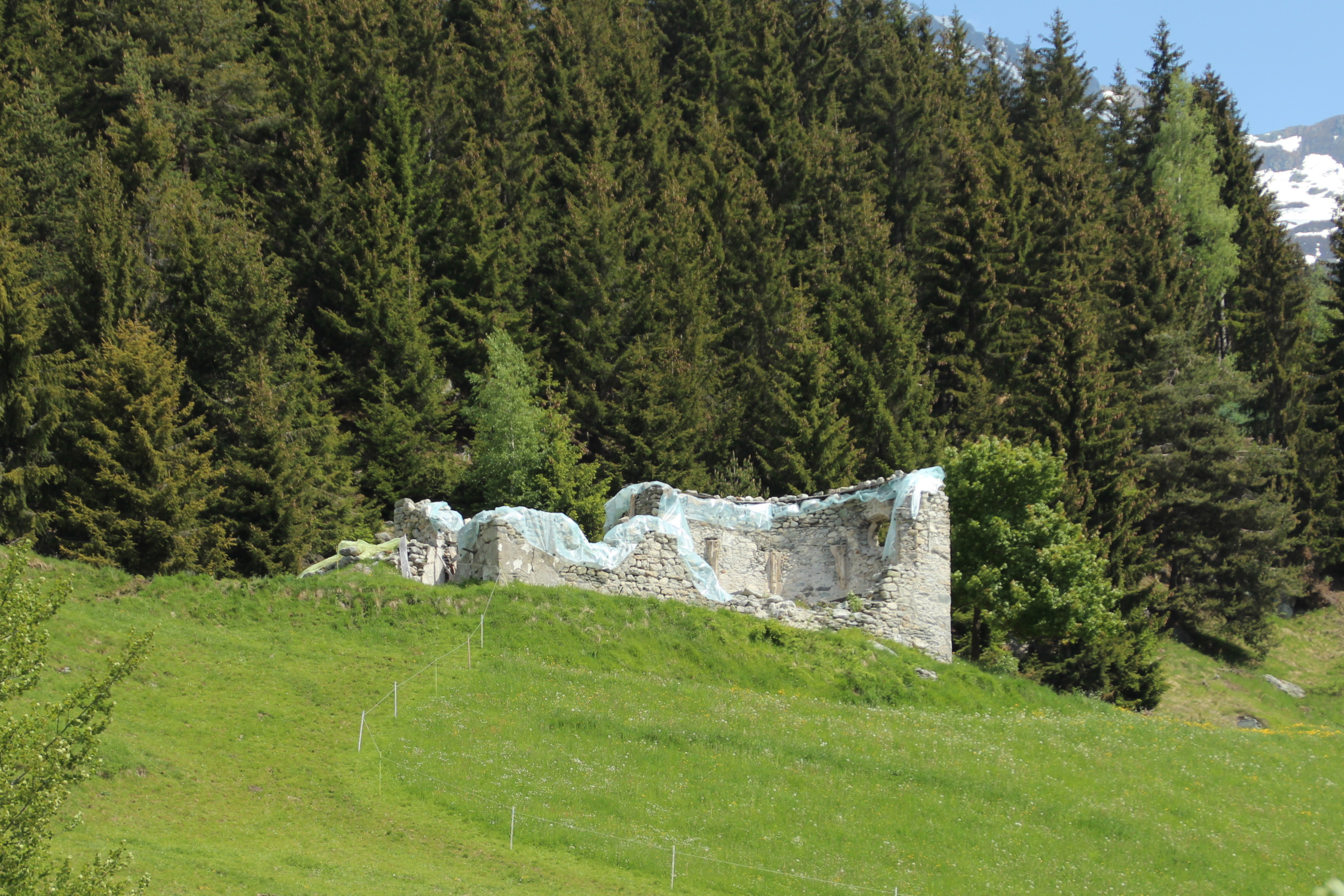
Gleicher Blickwinkel heute

Gemäss der Disentiser Klosterchronik aus dem Jahr 1696 erbauten Frau Rigenza de Valle aus dem Weiler Val im Sumvitg und Chonrad de Rusen von Ruschein im Jahr 1268 oberhalb des Dorfes Sumvitg die Kapelle S. Benedetg und gründeten eine Beginenniederlassung. 
In der Chronik heisst es, Chonrad de Rusen, der den Namen Laurentius angenommen hatte, sei schon früher hier gewesen; auch hätten die beiden Stifter eine neue Kapelle erbaut (aedificavit capellam novam). Dies lässt die Vermutung zu, dass an dieser Stelle schon früher ein Gotteshaus stand, über das jedoch nichts bekannt ist.
Das Collegium devotrum von St. Benedetg war eine religiöse Gemeinschaft ohne klösterliche Bindung und bestand aus Männern und Frauen (fratres und sorores).
Eine weitere Stiftung fand 1321 statt. Am 2. Juni 1346 wurde ein Ablass erteilt.
1522 ersetzte man die kleine Apsis durch einen grösseren polygonalen Chor; die Weihe fand am 3. November 1522 statt. 1670 wurde ein neuer Altar geweiht; 1906, 1919 und 1934 wurden Renovationen durchgeführt.
1984 zerstörte eine Lawine die Kapelle. Das Kloster Disentis als Eigentümer beschloss, eine neue Kapelle errichten zu lassen und schrieb einen Architekturwettbewerb aus. Gewinner war der Bündner Architekt Peter Zumthor, der 1989 oberhalb des Weilers die neue Caplutta Sogn Benedetg erbaute, 150 Meter von der alten Kapelle entfernt.

## Beschreibung

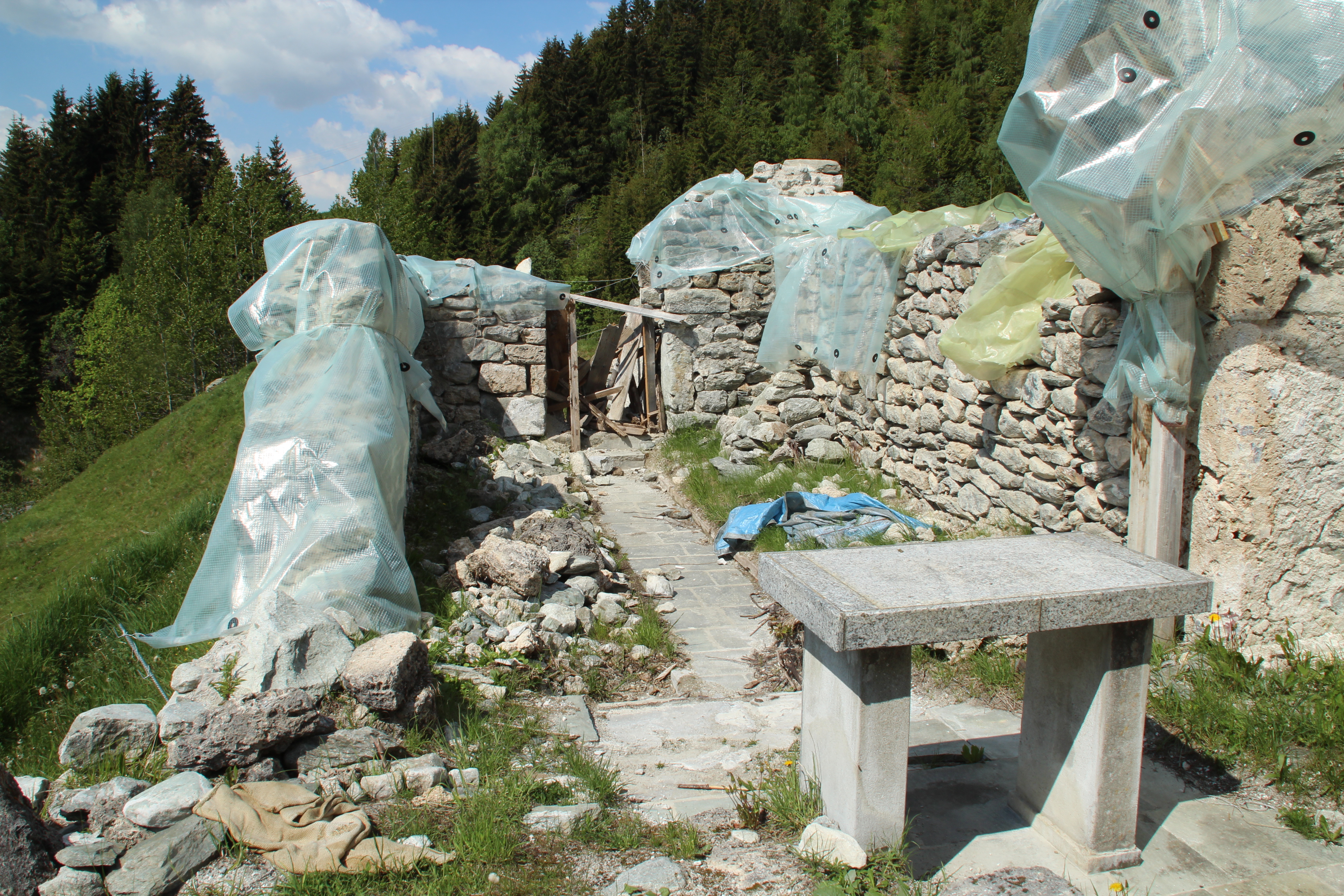
Blick zum Eingang

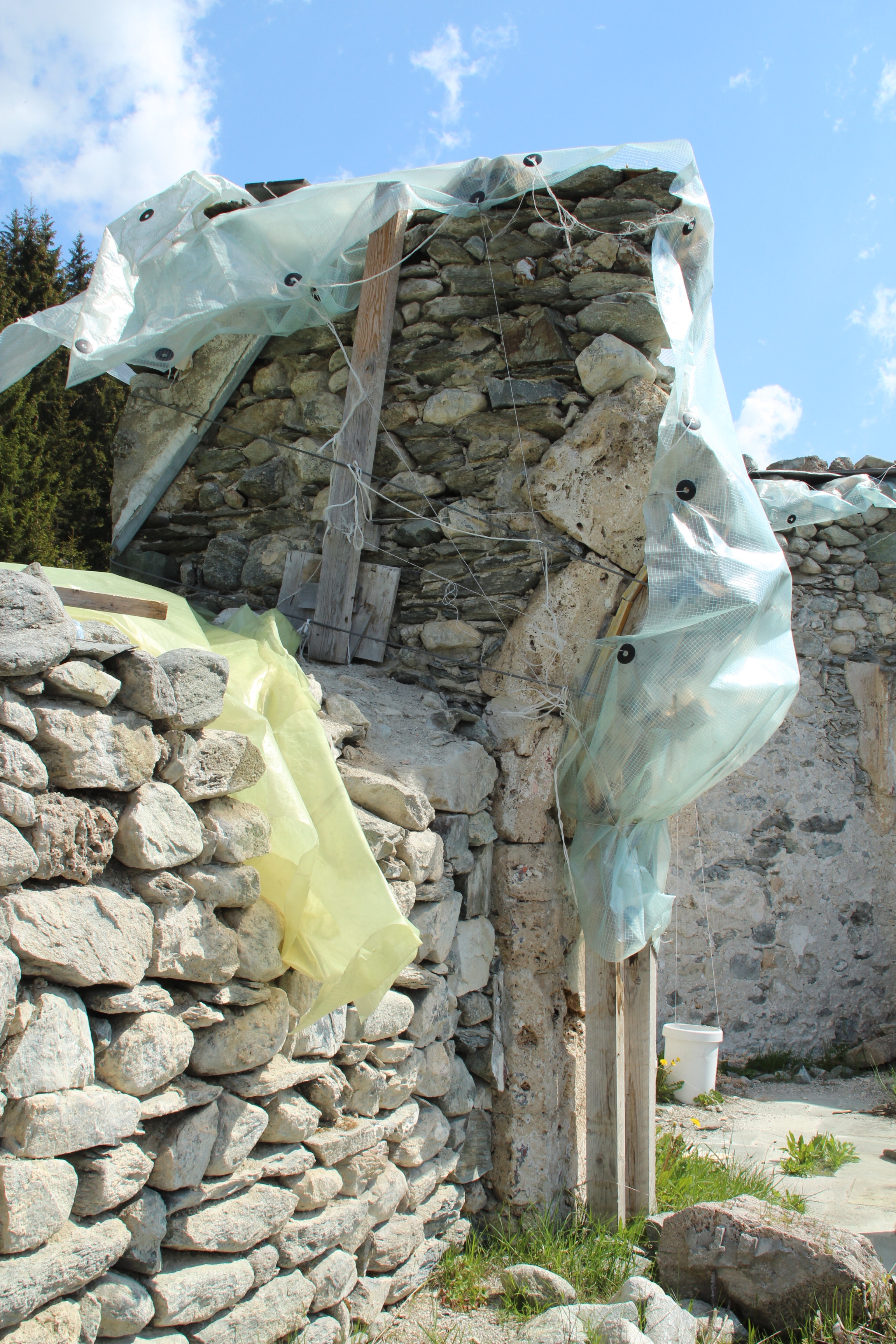
Rest der Chorbogenwand

Die Kapelle bestand aus einem schmalen Schiff, das von einer hölzernen Tonne überwölbt war. Gegen Osten schloss sich ein nach aussen um einen Meter vorspringender Chor an, über dem ein Sterngewölbe lag. Der rundbogige Haupteingang lag talaufwärts gegen Westen.
An Weihnachten 1923 wurde der Dachreiter von einer Lawine weggerissen. Er wurde durch ein gemauertes Glockenjoch auf der Westmauer des Schiffes ersetzt. Ein Mauersporn an der Nordwestecke richtet sich gegen das Val Mulinaun und diente als Lawinenbrecher.

### Malereien
1934 entdeckte Pater Notker Curti an der inneren Westwand aus der Zeit um 1430 eine Darstellung des Weltengerichts, aufgeteilt in Himmel und Hölle. St. Johannes hält zu Füssen Christi sein von einem Heiligenschein umgebenes Haupt in den Händen; ihm gegenüber kniet Maria mit entblösster Brust. 
In der Hölle ist Luzifer abgebildet, umgeben von nackten Gestalten, die vermutlich die sieben Hauptsünden darstellten. Abgelöste Fragmente des Bildes werden im Kloster Disentis aufbewahrt.
An der Südwand fanden sich Fragmente von Darstellungen von Reitern und Pferden; 1634 wurden Darstellungen von Heiligen und Kirchenvätern erwähnt. Sie wurden später übermalt, 1906 hervorgeholt und danach wieder überstrichen. 
Erhalten haben sich die Mauern des romanischen Schiffs und des spätgotischen Polygonalchors sowie der Lawinenbrecher im Nordwesten. Die Ruinen werden mit Plastikfolien notdürftig gegen den Zerfall geschützt.